# Adalberó II de Metz
Adalberó II de Metz (francès: Adalbéron II d'Ardenne)  (Lotaríngia, c. 958 - Metz, 14 de desembre de 1005) va ser bisbe de Verdun i després bisbe de Metz de 984 a 1005.

## Biografia
Era fill de Frederic de Bar de la casa de les Ardenes comte de Bar i duc d'Alta Lotaríngia i de Beatriu de França, germana d'Hug Capet.
Instruït al monestir de Gorze, va ser proposat per succeir al bisbe de Verdun, Wigfrid. Hug II fou l'escollit però va renunciar a la seu episcopal al cap d'un any, i Adalberó va esdevenir llavors bisbe de Verdun; la mort del bisbe Thierry I de Metz el 7 de setembre de 984 li va impedir de ser consagrat. El mateix any, el 16 d'octubre del 984, va ser escollit com a bisbe de Metz i va deixar Verdun a un dels seus cosins, Adalberó II. Va tenir per coadjutor el seu successor Thierry II de Luxemburg.
A Metz, va afavorir la reforma monàstica en la seva diòcesi, va reforçar la influència de Cluny a Lorena per la crida, entre altres a Guillem de Volpiano, i va sostenir l'emperador Enric II del Sacre Imperi Romanogermànic contra el matrimoni d'alguns dels seus parents.
Va morir el 14 de desembre de 1005. Fou inhumat a l'abadia de Saint-Symphorien de Metz.